# Sacy, Marne
Sacy là một xã thuộc tỉnh Marne trong vùng Grand Est đông nam nước Pháp. Xã này nằm ở khu vực có độ cao trung bình 125 mét trên mực nước biển.